# سفارت اندونزی در توکیو
سفارت اندونزی در توکیو (به لاتین: Embassy of Indonesia) یک منطقهٔ مسکونی و نمایندگی سیاسی این کشور در ژاپن است که در شینجوکو-کو، توکیو واقع شده‌است.